# Idaea sarcozona
Idaea sarcozona là một loài bướm đêm trong họ Geometridae.